# La Mort de Casagemas
La Mort de Casagemas est un tableau du peintre espagnol Pablo Picasso qu'il a réalisé en 1901.
Le tableau est réputé pour avoir conditionné grandement le passage de Picasso à sa période bleue.

## Localisation
L'œuvre, une peinture à l'huile sur panneau de bois de 27 × 35 cm, se trouve au musée Picasso à Paris depuis 1979.

## Histoire
Le tableau fait partie d'une séquence sur la mort de Carles Casagemas, fils du consul américain à Barcelone, peintre et ami de l'artiste.
Le suicide de Casagemas, dû à un chagrin d'amour avec la danseuse Germaine Pichot à Montmartre en 1901, a provoqué une profonde dévastation chez l'artiste, qui a affirmé avoir commencé à peindre en bleu après avoir réfléchi à la mort de son ami.

« C'est en pensant à Casagemas que je me suis mis à peindre en bleu. »

— Pablo Picasso à Pierre Daix

### Autres œuvres
L'image de Casagemas est aussi un personnage d'une autre œuvre du peintre, La Vie, de 1903.